# IC 4728
IC 4728 је спирална галаксија у сазвјежђу Паун која се налази на листи објеката дубоког неба у Индекс каталогу.
Деклинација објекта је - 62° 31' 51" а ректасцензија 18h 37m 57,0s. Привидна величина (магнитуда) објекта IC 4728 износи 13,5 а фотографска магнитуда 14,3. IC 4728 је још познат и под ознакама ESO 103-34, IRAS 18333-6234, PGC 62166.